# Danse Apache

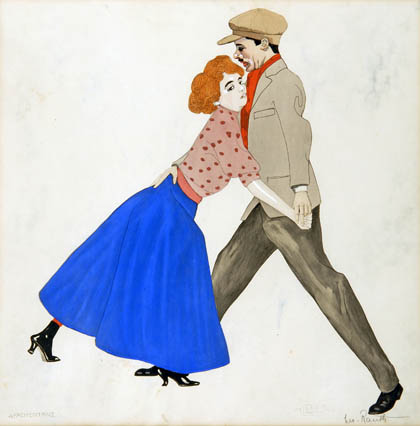
Apachetanz, Leo Rauth, 1911

La danse Apache è una danza di origine francese, nata all'inizio del XX secolo nella cultura di strada di Parigi. Il nome deriva da una gang parigina, così chiamata per un accostamento con la supposta brutalità dell'omonima tribù nativo-americana.

## Descrizione
Il ballo mette in scena una violenta discussione tra un uomo e una donna, in particolare tra un pappone e una prostituta. Prevede la simulazione di schiaffi e pugni; il partner maschile strattona e spinge la donna per terra, o la solleva e la trascina mentre lei si dimena o si finge svenuta. Per questo, la danza ha molti elementi da spartire con la disciplina dello stage combat sono importanti competenze acrobatiche. In alcune varianti, la donna reagisce alle violenze. Tipica la scena finale dove la donna mette l'uomo a terra (il ballerino si finge svenuto), celebrando la conquista con una posa di vittoria.